# The Goldfinch
The Goldfinch is een Amerikaanse film uit 2019, geregisseerd door John Crowley met in de hoofdrol Ansel Elgort en Oakes Fegley, gebaseerd op het boek The Goldfinch van Donna Tartt.

## Verhaal
Als Theo Dekker met zijn moeder in het Metropolitan Museum of Art is, wordt zijn aandacht getrokken door het schilderij Het puttertje. Zijn moeder gaat nog even naar een andere zaal terwijl Theo bij het schilderij blijft. Dan vindt er een aanslag plaats. Theo is een van de weinige overlevenden van de aanslag. In alle drukte neemt hij ook het schilderij van het puttertje mee. Omdat de moeder van Theo is overleden bij de aanslag en zijn vader al heel lang niet meer bij hen woont, moet Theo opgevangen worden bij een gastgezin. Hij mag voorlopig bij het gezin van een vriendje van hem wonen. Op een gegeven moment staat zijn vader opeens op de stoep en moet hij bij zijn vader intrekken. Daar raakt hij bevriend met een Russische jongen genaamd Boris. Tijdens een feestje met z'n tweeën toont Theo het schilderij aan Boris.
Als zijn vader opeens overlijdt vlucht Theo voor zijn stiefmoeder met wie hij niet overweg kan. Jaren later raakt hij op een gegeven moment wat hij denkt dat het schilderij is kwijt. Hij probeert dan zelfmoord te plegen, maar wordt gered door Boris die dan bekent dat hij jaren geleden het schilderij heeft omgewisseld. Maar ook Boris is het schilderij kwijtgeraakt. Hij weet echter wel waar het schilderij is en samen gaan ze het terughalen.

## Rolverdeling
| Acteur                   | Personage                  |
| ------------------------ | -------------------------- |
| Oakes Fegley             | jonge Theo Decker          |
| Ansel Elgort             | volwassen Theo Decker      |
| Nicole Kidman            | mw. Barbour                |
| Jeffrey Wright           | Hobie                      |
| Luke Wilson              | Larry                      |
| Sarah Paulson            | Xandra                     |
| Willa Fitzgerald         | volwassen Kitsey Barbour   |
| Aneurin Barnard          | volwassen Boris            |
| Finn Wolfhard            | jonge Boris                |
| Ashleigh Cummings        | volwassen Pippa            |
| Aimée Lawrence           | jonge Pippa                |
| Robert Joy               | Welty                      |
| Boyd Gaines              | hr. Barbour                |
| Carly Connors            | jonge Kitsey Barbour       |
| Luke Kleintank           | volwassen Platt Barbour    |
| Hailey Wist              | Theo's moeder              |
| Ryan Foust               | Jonge Andy Barbour         |
| Jack DiFalco             | jonge Platt Barbour        |
| Austin Weyant            | jonge Toddy Barbour        |
| Collin Shea Schirrmacher | jonge Toddy Barbour        |
| Denis O'Hare             | Lucius Reeve               |
| Angela Cove              | vrouwelijke sociaal werker |
| Alton Fitzgerald White   | mannelijk sociaal werker   |
| Joey Slotnick            | Dave (Theo's psychiater)   |
| Dylan Boyd               | leerling                   |
| Gordon Winarick          | volwassen Tom Cable        |
| Nicky Torchia            | jonge Tom Cable            |
| James Donahower          | hr. Beeman                 |
| Don Castro               | rechercheur #1             |
| Robert Turano            | rechercheur #2             |
| Alma Cuervo              | winkeleigenaar             |
| Hank Rogerson            | leraar Las Vegas           |
| Ryan Katherine Stearns   | eerste leerling            |
| Tiana Youtzy             | tweede leerling            |
| Peter Jacobson           | hr. Silver                 |
| Caroline Day             | Em                         |
| Kevin Owen McDonald      | vader Boris                |
| Karl Jacob               | man                        |
| Raphael Corkhill         | barman                     |
| Matteo van der Grijn     | Gyuri                      |
| Gerson Oratmangoen       | Indonesische man           |
| Mark Kingsford           | Grozdan                    |
| Bill Barberis            | Martin                     |
| Milan Sekeris            | Frits                      |
| Brandon Chen             | Chinese tiener             |
| Sandy Lopez              | Janet                      |
| Misha Osherovich         | Shirley T                  |
| Puja Desai Mehta         | optometrist                |
| David Makman             | Forrest Longstreet         |
| Harry Smith              | Everett                    |